# Wohnhaus Schnoor 10

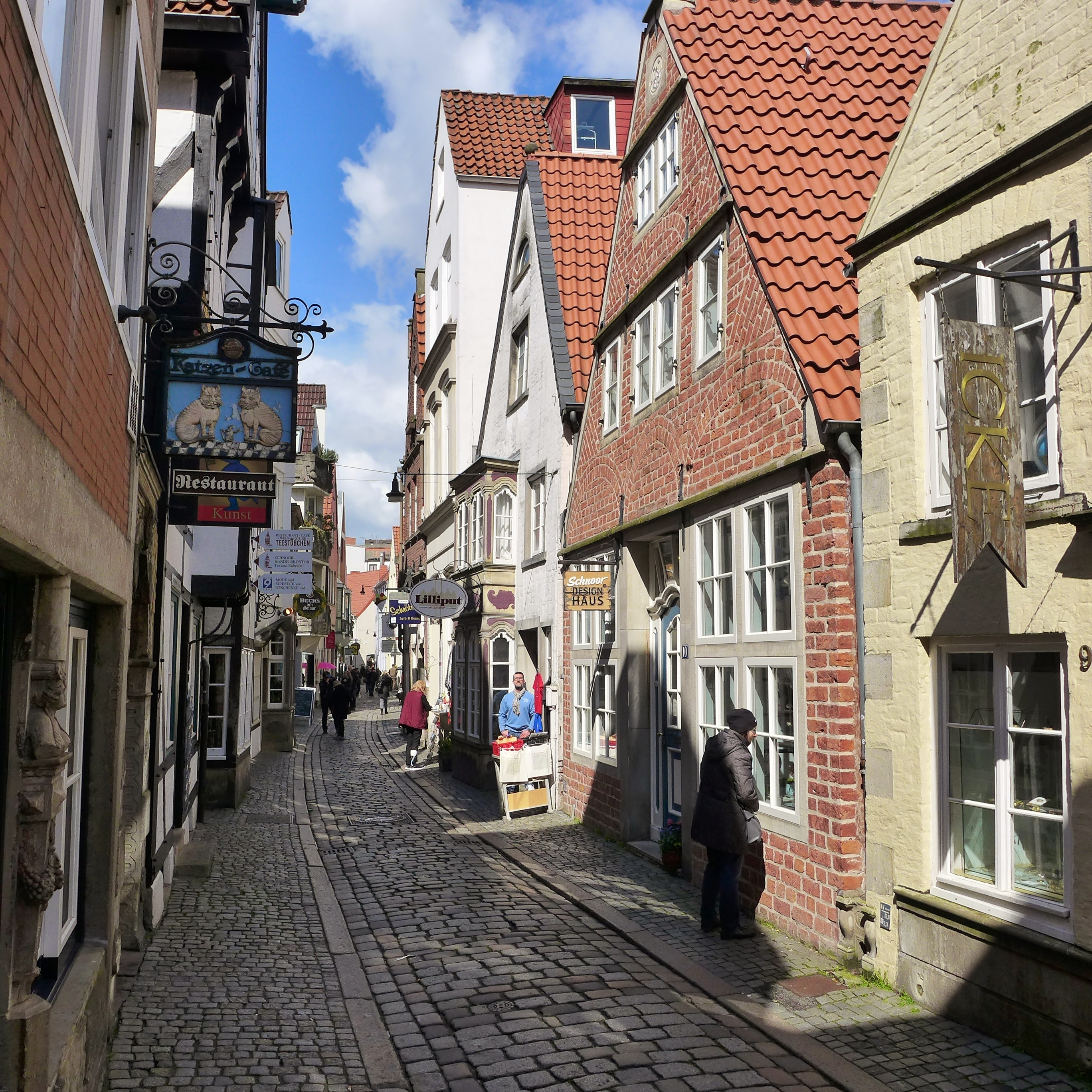
Schnoor 10, vorne

Das Wohnhaus Schnoor 10 befindet sich in Bremen, Stadtteil Mitte im  Schnoorviertel, Schnoor 10. Es entstand um 1780.
Das Gebäude steht seit 1973 unter Bremer Denkmalschutz.

## Geschichte
Die ursprüngliche Bevölkerung des Schnoors bestand überwiegend aus Flussfischern und Schiffern. In der Epoche des Klassizismus und des Historismus entstanden von um 1800 bis 1890 die meisten oft kleinen Gebäude. Im weiteren Verlauf wurde es zum Arme-Leute-Viertel, das in weiten Bereichen verfiel – vor allem nach dem Zweiten Weltkrieg.
1959 wurde von der Stadt ein Ortsstatut zum Schutz der erhaltenswerten Bausubstanz beschlossen. Die Häuser wurden dokumentiert und viele seit den 1970er Jahren unter Denkmalschutz gestellt. Ab den 1960er Jahren fanden mit Unterstützung der Stadt Sanierungen, Lückenschließungen und Umbauten im Schnoor statt.
Das eingeschossige, vorne verklinkerte Giebelhaus mit einem Satteldach, dem dreifach abgetreppten Giebel, dem hinteren verputzten Fachwerkgiebel und der betonten Giebelspitze als Giebelblume wurde um 1780 in der Epoche des Barocks gebaut. An der Rückseite wurde ein leicht versetzter, verputzter Anbau erstellt. 1832 wurde das Haus umgebaut. 1959/61 erfolgte eine Sanierung und Umbauten nach Plänen von Denkmalpfleger und Architekt Karl Dillschneider.
2011 wurden die Eigentümer mit dem Bundespreis für Handwerk in der Denkmalpflege (2. Preis) „für die behutsame Wiederherstellung mit gelungenen Detaillösungen und hoher handwerklicher planerischer Qualität“ ausgezeichnet.
Seit August 2022 wird das Haus von einer Software Manufaktur genutzt.
Der niederdeutsche Straßenname Schnoor (Snoor) bedeutet Schnur: Hier stehen die Häuser wie an einer Schnur aufgereiht. Der Name kam aber durch das Schiffshandwerk und der Herstellung von Seilen und Taue (= Schnur).